# Dobruška vas
Dobruška vas je naselje v Občini Škocjan.